# Modeste Huys
Modeste Huys (Modest Huys en néerlandais), né le 25 octobre 1874 à Olsene et mort le 30 janvier 1932  à Zulte, est un peintre et pastelliste luministe belge qui peint des paysages, des marines, des portraits, des scènes de genre, des animaux et de l'architecture.

## Biographie
Suivant la tradition familiale, il travaille très jeune dans l’entreprise de peinture et de décoration de son père, se formant auprès de son oncle
maternel et à l'école industrielle de Gand (Gentse Nijverheidschool).
Désirant devenir artiste peintre, en 1891 il décide de rendre visite à Émile Claus (1849 - 1924) qui l’accueille généreusement et lui
conseille de dessiner un maximum. Grâce à une lettre de recommandation de Claus, il s’inscrit à l'académie d'Anvers en 1900, mais sa formation, qu’il juge trop académique, sera de courte durée. 
Il se lie avec l’écrivain flamand Stijn Streuvels, qui décrit lui aussi la vie des paysans de la Flandre-Occidentale et commence une carrière de peintre autodidacte. Dès 1900, il évoque la Lys et les travailleurs du lin dans une facture luministe et une touche post-impressionniste. 
Il commence à exposer en 1902 ses peintures de paysages inspirés par la Meetjesland, à la Sint-Lucasgilde de Courtrai et dans les expositions triennales.
En 1905, il participe aux expositions du groupe artistique Vie et Lumière fondé par Émile Claus et Adrien-Joseph Heymans. C’est à la même période qu’il se lie avec les peintres Emmanuel Viérin (1869 - 1954) et Léon de Smet (1881 - 1966). Lors du salon organisé pour l’exposition internationale de Liège, son travail est remarqué par Octave Maus, qui l’invite à exposer au Salon de la Libre Esthétique de 1906 et 1908.
Il se marie le 25 octobre 1909 avec la pianiste Hélène Sonck. A cette date, il  est  l'ami de Valerius De Saedeleer qui lui présente Madame  De  Zutter, née Marguerite Taelman, épouse d'un industriel. En 1910 Modeste Huys vient habiter à Waregem avec son épouse, dans le domaine de Madame De  Zutter, jusqu’en janvier 1912, date à laquelle il déménage à Vive-St-Eloi. Durand cette période, il donne des cours à Madame de Zutter et dirige le cercle artistique qu'elle crée.
Entre 1909 et 1914, Modest Huys connaît une période d’intense travail et de succès. En 1909, il expose à la Biennale de Venise et remarqué par les Américains, il est invité à partir de 1910 à participer aux expositions annuelles du Carnegie Institute de Pittsburgh. Il expose à la même époque à Amsterdam (1912) et Édimbourg (1914). L’un de ses plus grand succès sera sans doute l’exposition organisée par Vie et Lumière en 1912, où il vend dix-sept tableaux sur les trente exposés.
Lorsque la Première Guerre mondiale éclate, il s’exile aux Pays-Bas. A son retour en Belgique en 1915 la guerre a détruit sa maison et son atelier, et il est contraint de vivre avec un forestier. Il réalise une série de paysages de ruines dans la région dévastée de l’Yser. 
Il recommence à exposer abondamment, entre autres au Salon de Paris et au Carnegie Institute de Pittsburgh. 
Il meurt en 1932 à Zulte, où il avait construit son atelier idéal, les Zonnehuys, en 1926.

## Œuvre
Après la guerre ses nuances de couleurs s’assombrissent et les contrastes se durcissent, créant des œuvres plus proches de l’expressionnisme que de l’Impressionnisme. 
- Fête et pèlerinage (Machelen), vers 1906, Pastel sur toile, 46 × 65 cm, Collection privée, Vente 2024[4]
- La Récolte des pommes de terre, 1907, huile sur toile, 65 × 85 cm, Collection privée, Vente 2024[5]
- Kermesse à Kerselaere, 1915, huile sur toile, 59 × 59 cm, Musée de Deinze et du Pays de la Lys[6]
- Récolte du lin, 1925, huile sur toile, 80 × 104 cm, Musée de Deinze et du Pays de la Lys[7]
- Feu et Vent, 1928, huile sur toile, 94 × 120 cm, Collection privée[8]
- Le Passage, Musée de Deinze et du Pays de la Lys[9]

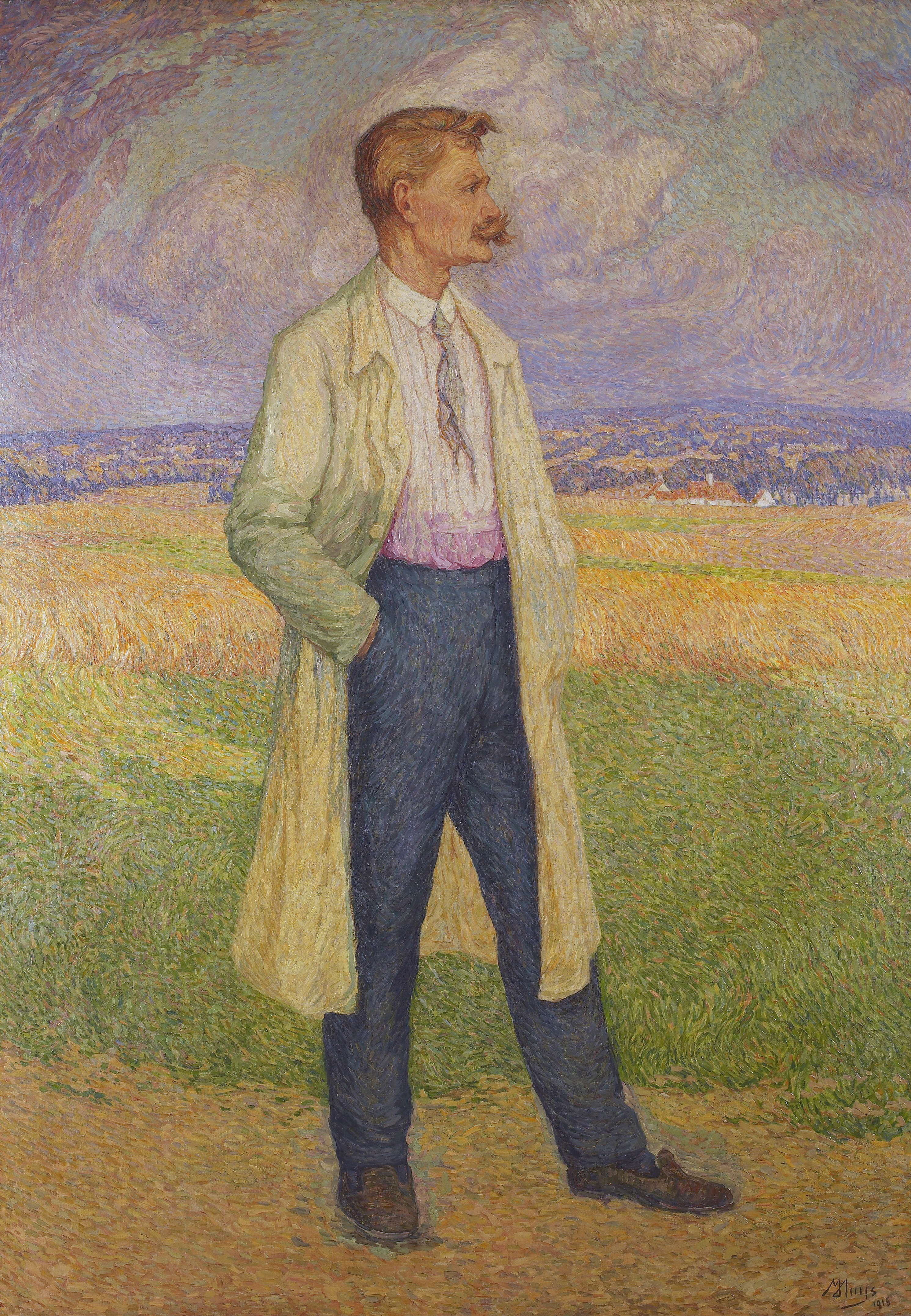
Stijn Streuvels, 1915
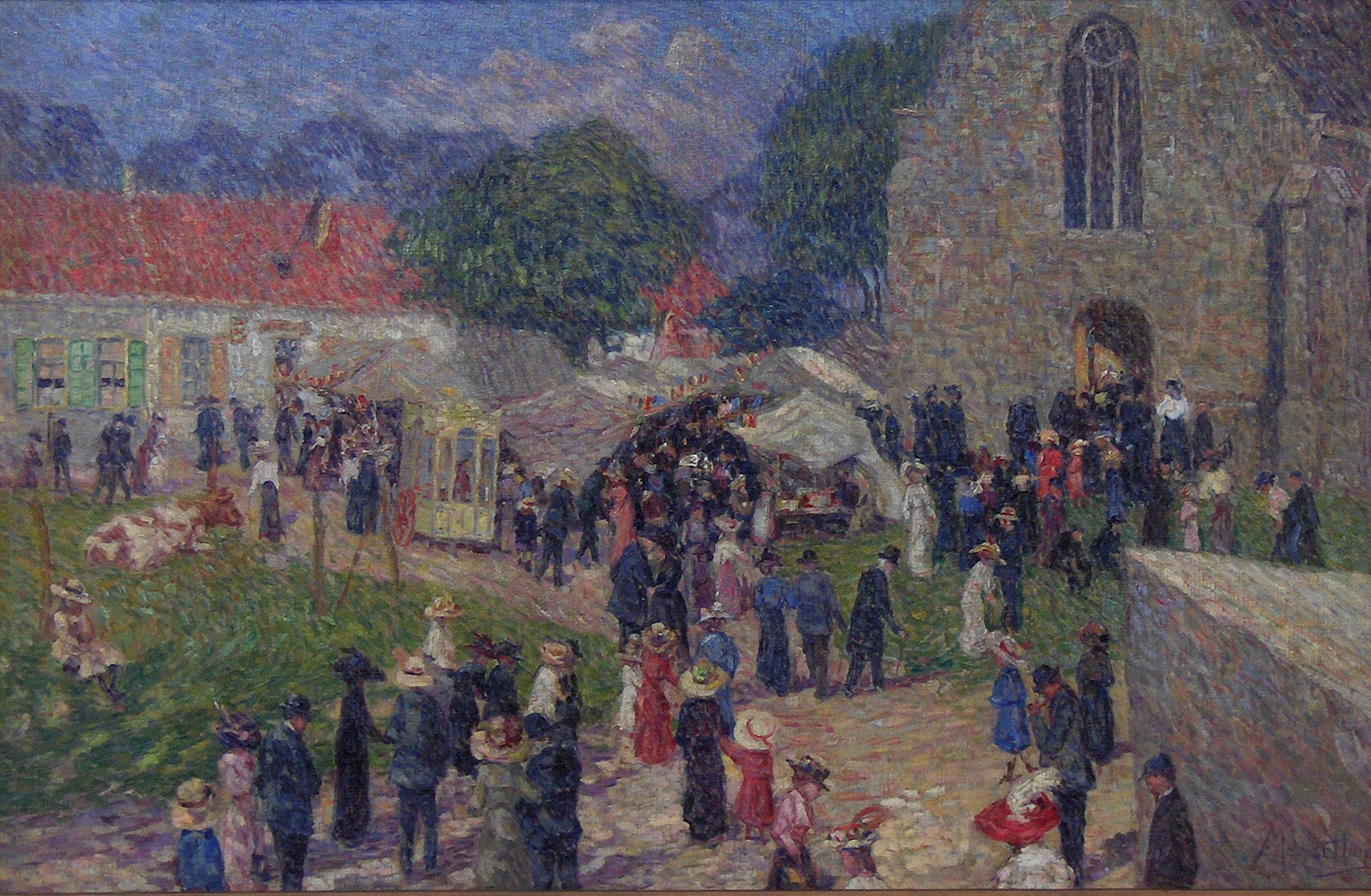
Kermesse à Kerselaere, 1915 Musée de Deinze et du Pays de la Lys
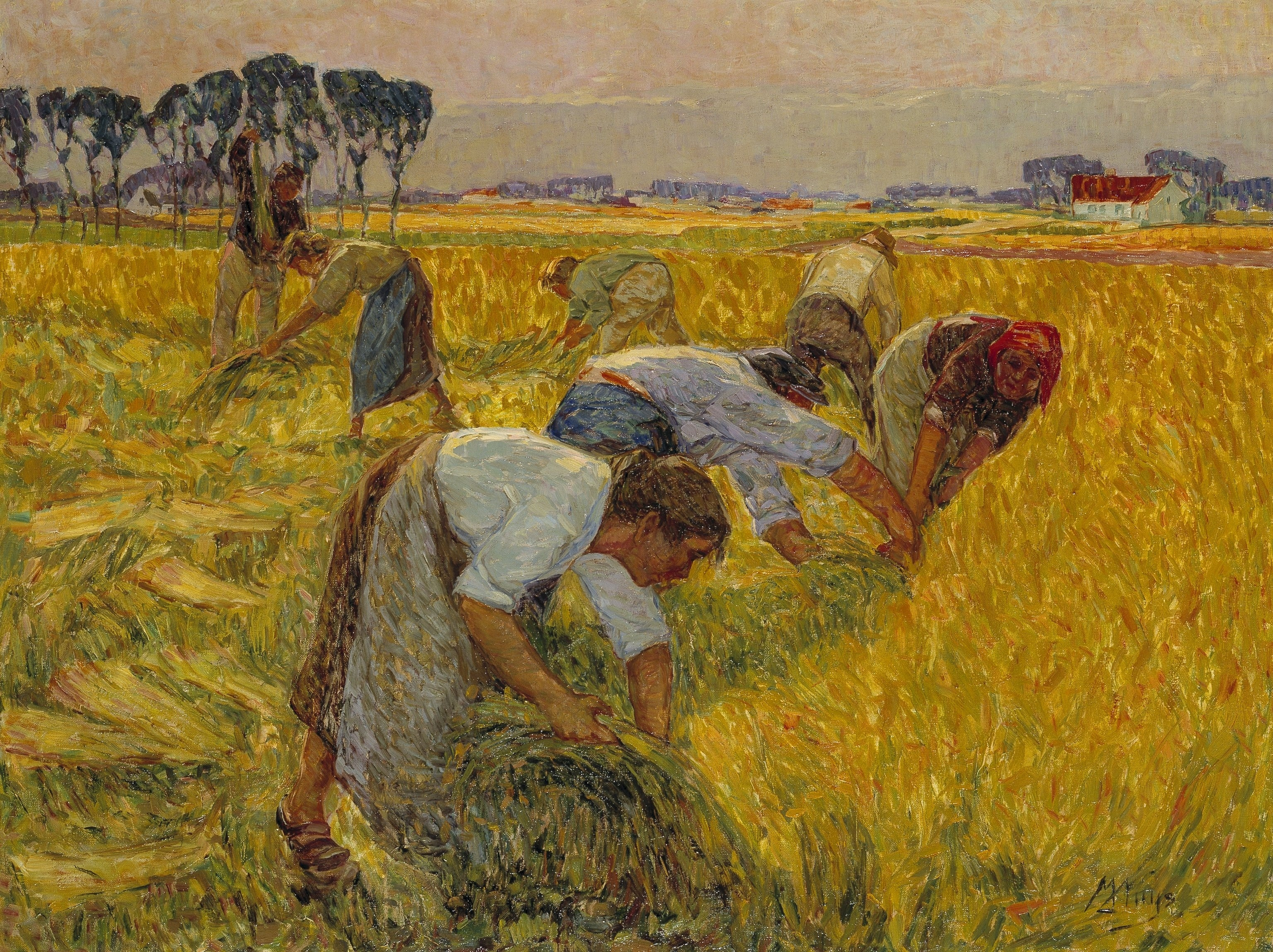
Récolte du lin, 1925 Musée de Deinze et du Pays de la Lys
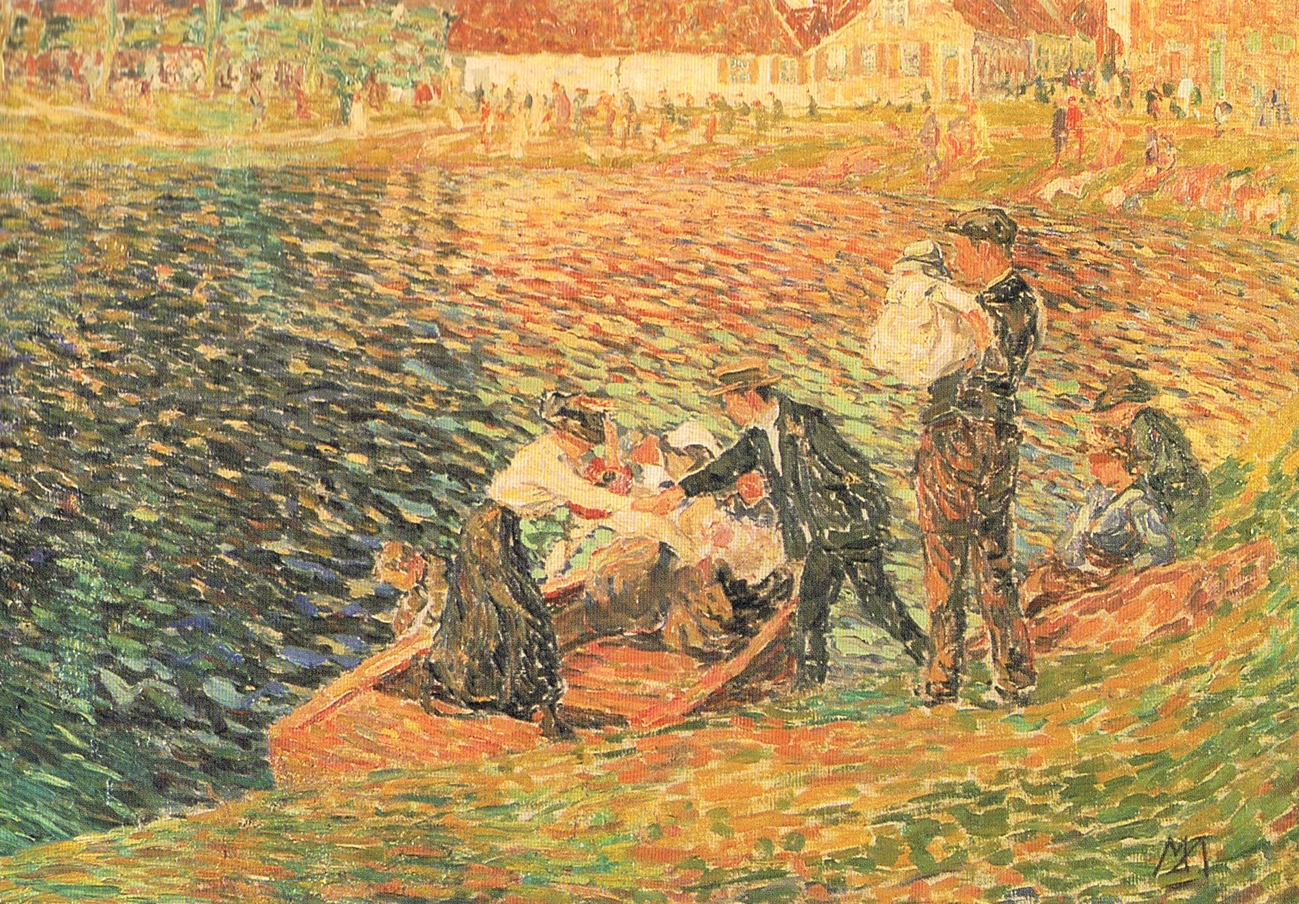
Le Passage Musée de Deinze et du Pays de la Lys